# Phelister bruchi
Phelister bruchi är en skalbaggsart som beskrevs av Heinrich Bickhardt 1920. Phelister bruchi ingår i släktet Phelister och familjen stumpbaggar. Inga underarter finns listade i Catalogue of Life.